# 卡图斯 进击的机器人
《卡图斯 进击的机器人》是一款双摇杆清版射击游戏，由澳大利亚工作室Witch Beam开发并发行。游戏2015年9月于Microsoft Windows、OS X和Linux上发行，2016年推出PlayStation 4版、2017年推出Xbox One版、2019年推出任天堂Switch版。